# 군위군·의성군·청송군·영덕군
군위군·의성군·청송군·영덕군은 대한민국의 폐지된 국회의원 선거구이다. 당시 경상북도 군위군, 의성군, 청송군, 영덕군을 관할했다.

## 역사
대한민국 제21대 국회의원 선거를 앞두고 이루어진 선거구 개편에 따라 기존의 상주시·군위군·의성군·청송군 선거구에서 상주시가 분리되어 나가고 영양군·영덕군·봉화군·울진군 선거구에 속해있던 영덕군이 편입됨에 따라 신설되었다.
2023년 7월 1일을 기해서 경상북도 군위군이 대구광역시에 편입되었다. 이에 제22대 국회의원 선거를 앞두고 군위군은 대구 동구 을 선거구에 편입되어 대구광역시 동구·군위군 을 선거구를 이루고 남은 의성군, 청송군, 영덕군은 영주시·영양군·봉화군·울진군 선거구에 있던 울진군을 편입해서 의성군·청송군·영덕군·울진군 선거구를 이루게 됨에 따라 폐지되었다.

## 역대 국회의원
| 선거   | 정당 | 정당       | 의원   |
| ------ | ---- | ---------- | ------ |
| 2020년 |      | 미래통합당 | 김희국 |

## 역대 선거 결과

### 대한민국 제21대 국회의원 선거
|  | 79.30% |

|  | 18.92% |

|  | 1.76% |